# 中英五口通商章程
《中英五口通商章程》，全称《中英五口通商章程：海关税则》，是清政府与英國在1843年（道光二十三年）签定的不平等条约。
中国在第一次鸦片战争中战败后，与英国签定了《南京條約》。南京条约雖然已經明訂條款，但僅能說是綱領，英國為求明確，于是在1843年由大清代表钦差大臣耆英和英国代表璞鼎查代表雙方，在香港簽訂了《中英五口通商章程》。
本章程实际上于1843年7月22日已在香港公布，但中英雙方在同年10月8日，签订《虎门条约》作為《南京條約》的補充，並以本章程作为《虎门条约》的附件而正式成立。因此雙方亦以《虎门条约》的签订日期为本章程的签订日期。

## 主要内容
该章程共15款，主要內容如下：
一、貨稅平均值百抽五，此即協定關稅。
二、停止舊有規費。
三、華英人民爭訟，雙方官吏合審，各按本國法律治罪，此即領事裁判權。
四、五口各准英停泊兵船一艘，以便約束水手人等。

## 文献资料
1. ↑  何勤华. . 商务印书馆. 2009  [2020-07-27]. （原始内容存档于2022-06-12）.
2. ↑  陈龙渊; 吴兆契. . 社会科学文献出版社. 1997  [2020-07-27]. ISBN 978-7-80050-915-5. （原始内容存档于2020-07-30）.
3. ↑  李隆生. . 秀威出版. 2010年1月1日: 89–  [2020年7月27日]. ISBN 978-986-221-352-0. （原始内容存档于2022年6月10日）.